# Fotocromo

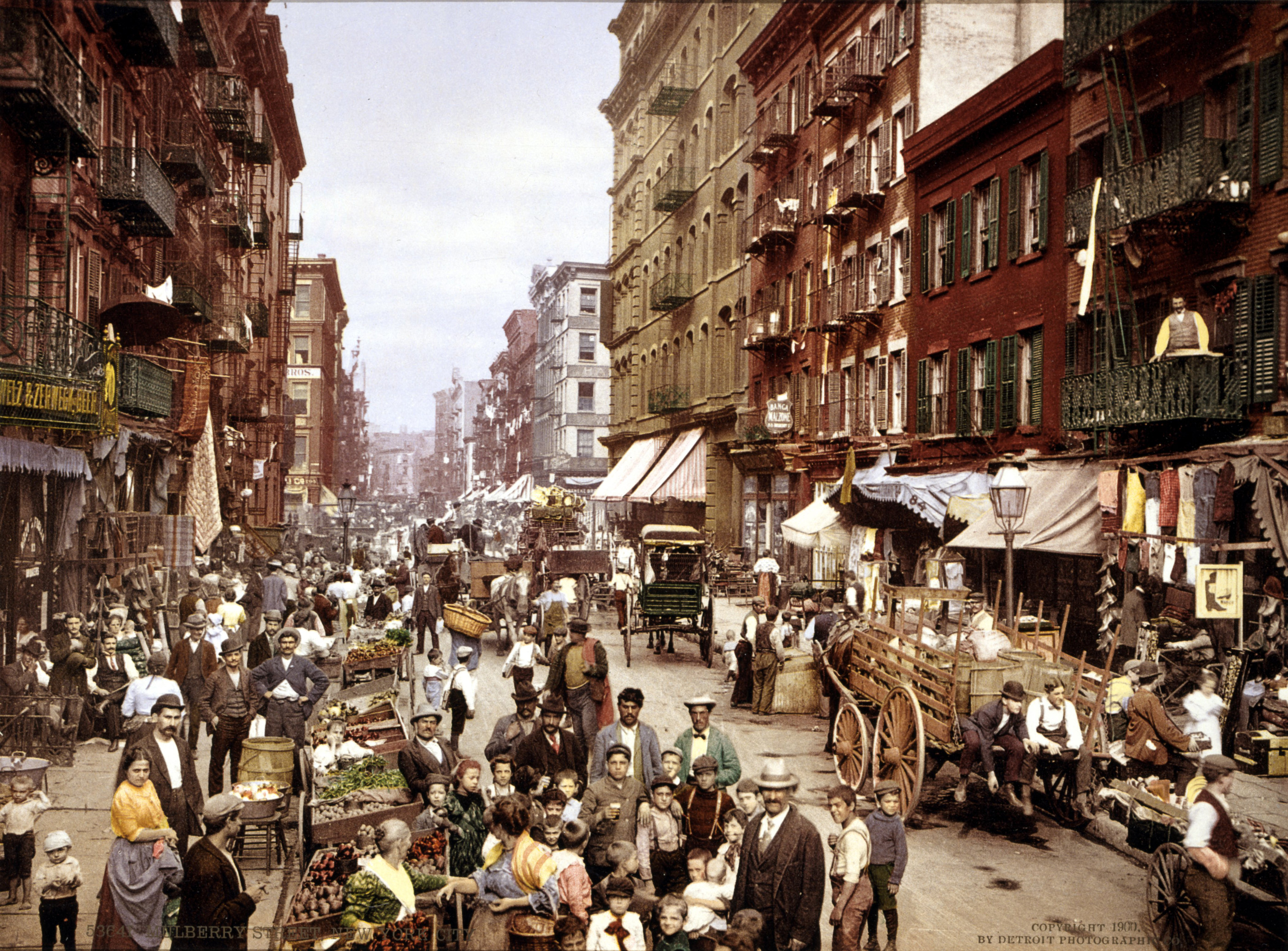
Fotocromo de la calle Mulberry de Nueva York con la coloración característica del proceso.

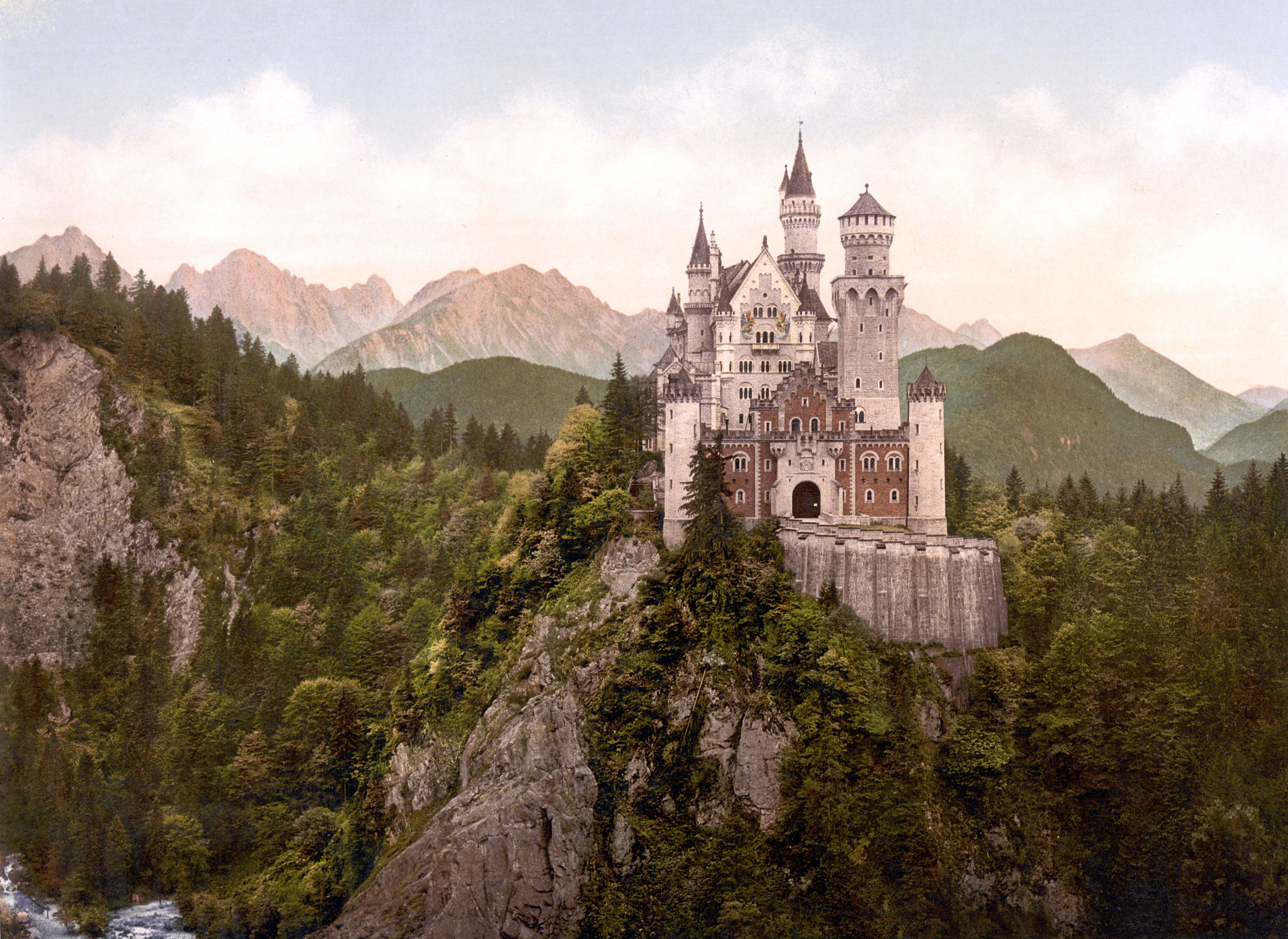
Fotocromo del castillo de Neuschwanstein.

El fotocromo es una técnica de coloreo que combina fotografía en blanco y negro y litografía en color. También puede referirse a las primeras postales realizadas a color en Estados Unidos.
El fotocromo se emplea para crear una impresión en color a partir de un negativo de una fotografía en blanco y negro, usando entre cuatro y catorce placas litográficas, hechas de sustancias rocosas, para colorear la pintura con diferentes tintes.
La técnica se desarrolló en Zúrich, y fue popularizada por la Detroit Photographic Company. Cuando el Congreso de los Estados Unidos autorizó las postales de un penique, se imprimieron miles de fotocromos de ciudades y paisajes. Por eso, el término fotocromo ha quedado asociado al aspecto de aquellas postales.

## Historia
El proceso fue inventado en la década de 1880 por Hans Jakob Schmid (1856-1924), un empleado de la compañía suiza Orell Gessner Füssli, una empresa de imprenta con una historia que se extiende hasta el siglo XVI. Füssli fundó la compañía Photochrom Zürich (más tarde Photoglob Zürich AG) como el vehículo para la explotación comercial del proceso. Ambos, Füssli y Photoglob, continúan existiendo hoy. A partir de la mitad de los años 1890s, el proceso fue autorizado para otras compañías, incluyendo en los Estados Unidos la Photochrom Company de Londres.
El proceso de fotocromo se popularizó en la década de 1890, cuando la fotografía en color estaba siendo desarrollada, pero seguía siendo comercialmente inaccesible.
En 1898 el Congreso de Estados Unidos aprobó la Private Mailing Card Act, que permitió a los editores privados producir timbres postales. Podían ser enviados por un centavo cada uno. Miles de impresiones de fotocromo fueron creadas, usualmente de ciudades o paisajes, y vendidas como  postales, y es en ese formato en el que las reproducciones de fotocromo se volvieron más populares. La Compañía Fotográfica de Detroit (The  Detroit Photographic Company) produjo cerca de siete millones de impresiones en fotocromos en algunos años.
Después de la Primera Guerra Mundial, que trajo a su fin la fiebre de coleccionar tarjetas postales de fotocromo, el principal uso fue reproducir afiches. La última imprenta de fotocromo funcionó hasta 1970.